# Inre Trutmyrtjärnen
Inre Trutmyrtjärnen är en sjö i Skellefteå kommun i Västerbotten och ingår i Åbyälven-Byskeälvens kustområde.